# Kingandu
Kingandu is een dorpje in het zuidwesten van de Democratische Republiek Congo. Het is gelegen tussen Feshi en Kikwit en behoort tot de provincie Kwilu, gelegen aan de samenvloeiing van de Kwenge en Yambeshi rivier. 

## Geologie
Dit dorp bevat zandafzettingen. Deze zijn arm, enkel de afzettingen in de beboste vallei zijn erg vruchtbaar omdat de rivier hier een vruchtbaar alluvium heeft afgezet.

## Klimaat en vegetatie
Er heerst hier een vochtig tropisch klimaat of anders gezegd een subequatoriaal klimaat. De temperatuur is hoger dan 20°C en er valt jaarlijks +/- 1500 mm neerslag. Er zijn twee seizoenen: negen maanden regenseizoen en drie maanden droogseizoen.
De oorspronkelijke vegetatie is grassavanne, galerijwoud (bos langs de oevers van de rivier) en bossavanne (een overgangszone).

## Hydrografie
Er stromen twee rivieren door Kingandu: Yambeshi en Kwenge. De Yambeshi mondt in Kingandu uit in de Kwenge. De Kwenge mondt verder uit in de Kwilu. En via de Kwango en Kasaï mondt hij uiteindelijk uit in de Kongostroom.

## Etnische groepen
Vooral Bantoebevolking, 2/3 van de totale bevolking van Congo hoort hierbij.

## Toerisme
Er is bijna geen toerisme, want er is geen toeristische infrastructuur: geen slaapmogelijkheden, geen communicatiemogelijkheden of transportmogelijkheden.

## Landbouw
Er heerst hier traditionele extensieve landbouw voor zelfvoorziening. Via brandcultuur wordt hier aan bemesting gedaan. De landbouwoppervlakte zijn tussen 1 en 10ha/km². De voornaamste landbouwproducten die geteeld worden zijn: maniok, apennootjes, palmbomen (voor palmolie), kokosnoten, bananen, ananassen, rijst en maïs.

## Industrie
Er is geen industrie in Kingandu want er zitten geen ertsen in de ondergrond, de wegen zijn heel slecht en de economie is onstabiel.

## Communicatie
De communicatie met de buitenwereld gebeurt voornamelijk met "fonie". Dit is een soort radiosysteem. Sinds januari 2006 is er ook internet.

## Gezondheid
In Kingandu bevindt zich een ziekenhuis. Het is verbonden via het Memisa-project met het H.-Hartziekenhuis uit de Belgische stad Lier. Het ziekenhuis beschikt over de afdelingen: interne geneeskunde, chirurgie, kindergeneeskunde, gynaecologie, orthopedie, oogheelkunde, radiologie en laboratorium.

## Onderwijs
Er is een kleuterschool (georganiseerd door Paters Claretijnen), een lagere en secundaire school voor jongens (georganiseerd door Broeders Jozefieten) en een lagere en secundaire school (Lycée Kukwamina)  voor meisjes (georganiseerd door Zusters Annunciaten).